# 1741-es pozsonyi országgyűlés

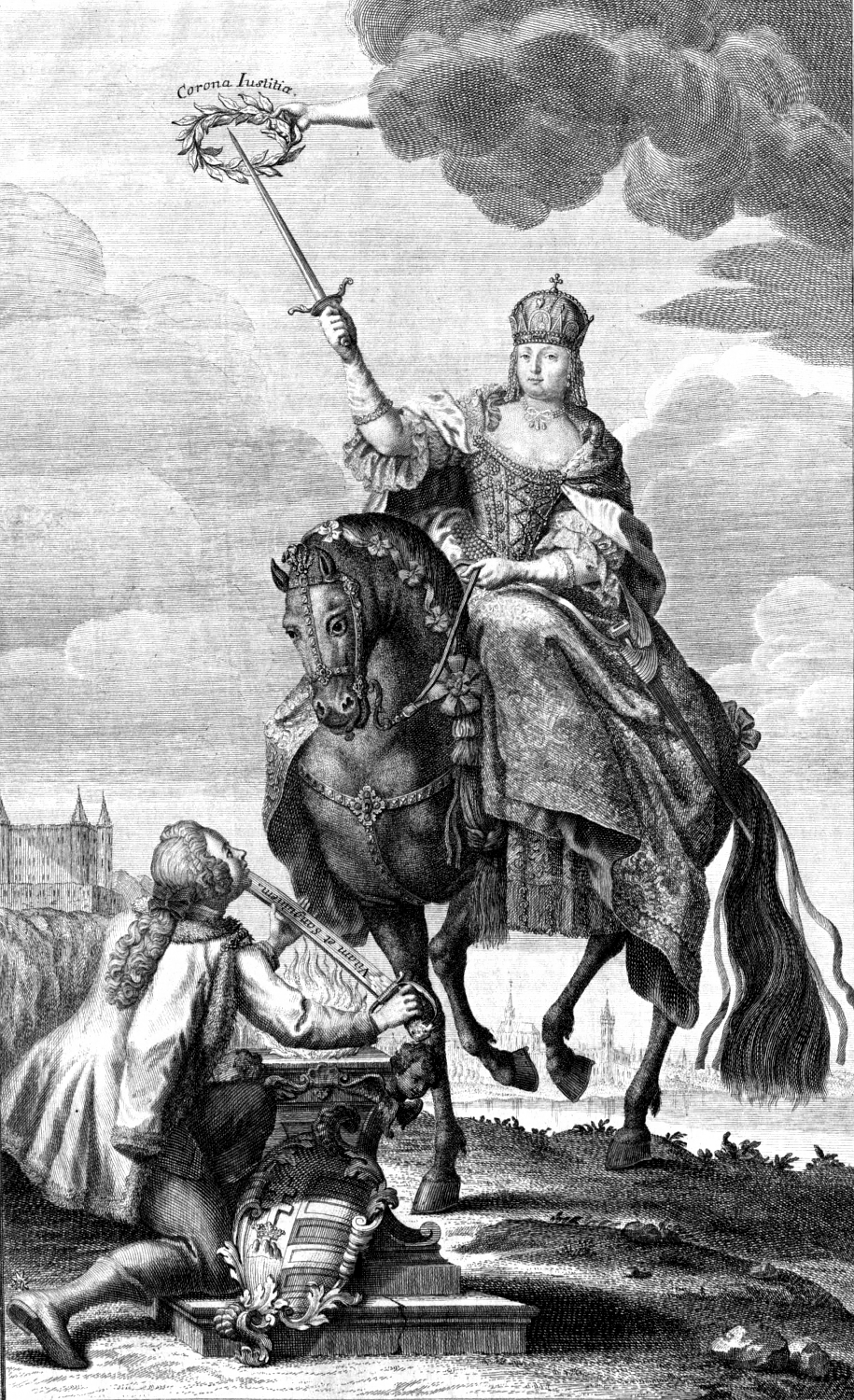
Vitam et sanguinem pro rege nostro!

1741. szeptember 11-én Mária Terézia összehívta a magyar országgyűlést Pozsonyba, két évvel egy vesztes török háború, és tizenkét éves törvényhozási kényszerszünet után, hogy segítsenek koronáját fegyverrel megmenteni. 
A királynő jól tudta, hogy trónját csak a magyar rendek segítségével tudja megvédeni a porosz fenyegetéstől, és azt is, hogy a Habsburg Birodalom szervezete korszerűsítésre szorul. Emiatt a birodalom felbomlása, széthullása egyáltalán nem tűnt lehetetlennek. Mária Terézia, hogy megnyerje a magyarok támogatását, a pozsonyi országgyűlésen előterjesztette kívánságait. A magyar rendek kezdetben ellenállást mutattak. Mária Terézia személyesen jelent meg az országgyűlésen, gyászruhát viselve, karján fiával, a gyermek II. Józseffel. Ez a híres pozsonyi jelenet. A fiatal királynő hatásos beszédet mondott, ezt követően mondták ki a jelenlévő magyar nemesek egybehangzóan: „Vitam et sanguinem pro rege nostro!” („Életünket és vérünket királyunkért!”) E közfelkiáltással kiálltak a király mellett, aki cserében érvénytelenítette III. Károly király néhány magyarellenes intézkedését, illetve törvényben rögzítette a nemesi földbirtokok adómentességét, továbbá engedélyezte a hadseregben a magyar nyelvű vezényletet. A királyi engedmények fejében az akkor 52 sorgyalogezredből és 40 lovasezredből álló Császári-Királyi Hadsereg állományában 10 magyar huszárezred és 10 sorgyalogezred szolgált az osztrák örökösödési háborúban.

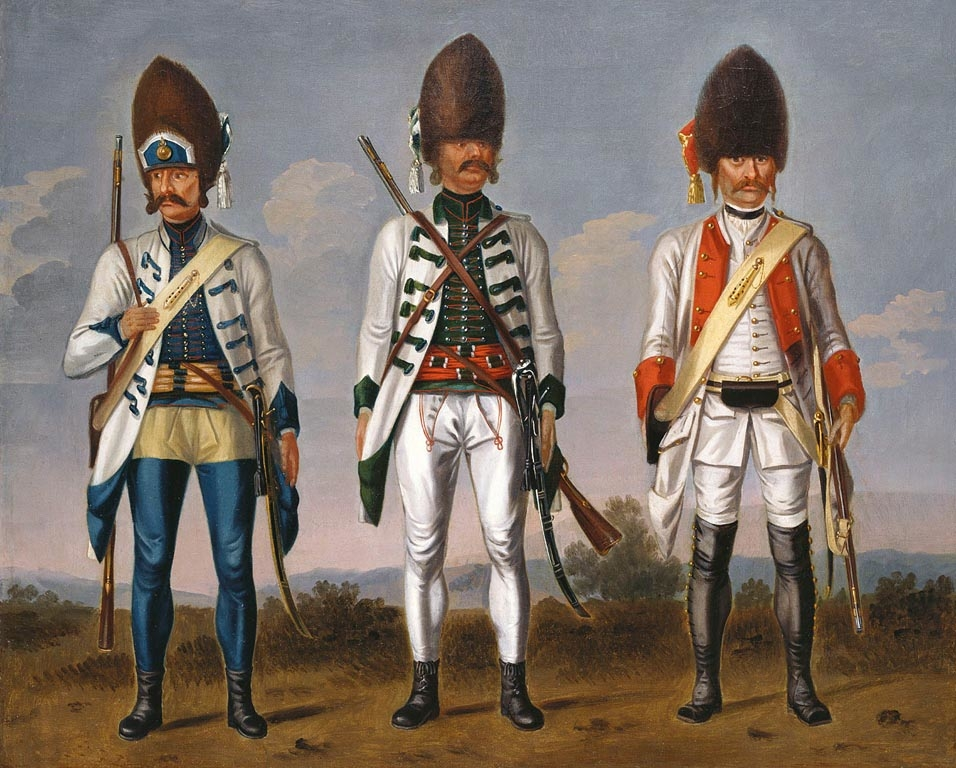
Gránátosok (elit gyalogság) a Habsburg Monarchia Császári-Királyi Hadseregéből, 1747 körül. A Császári Királyi hadsereg ezredei "német" és "magyar" ezredekre oszlottak, a Magyar Királyság területéről kiállított ezredek voltak a "magyar", még a birodalom többi részéből kiállítottak a "német" ezredek. Balra gránátos a magyar Haller-sorgyalogezredből, középen gránátos a magyar Bethlen-sorgyalogezredből, jobbra gránátos egy azonosítatlan német sorgyalogezredből, David Morier (1705-1770) festményén.